# Chris Cooper

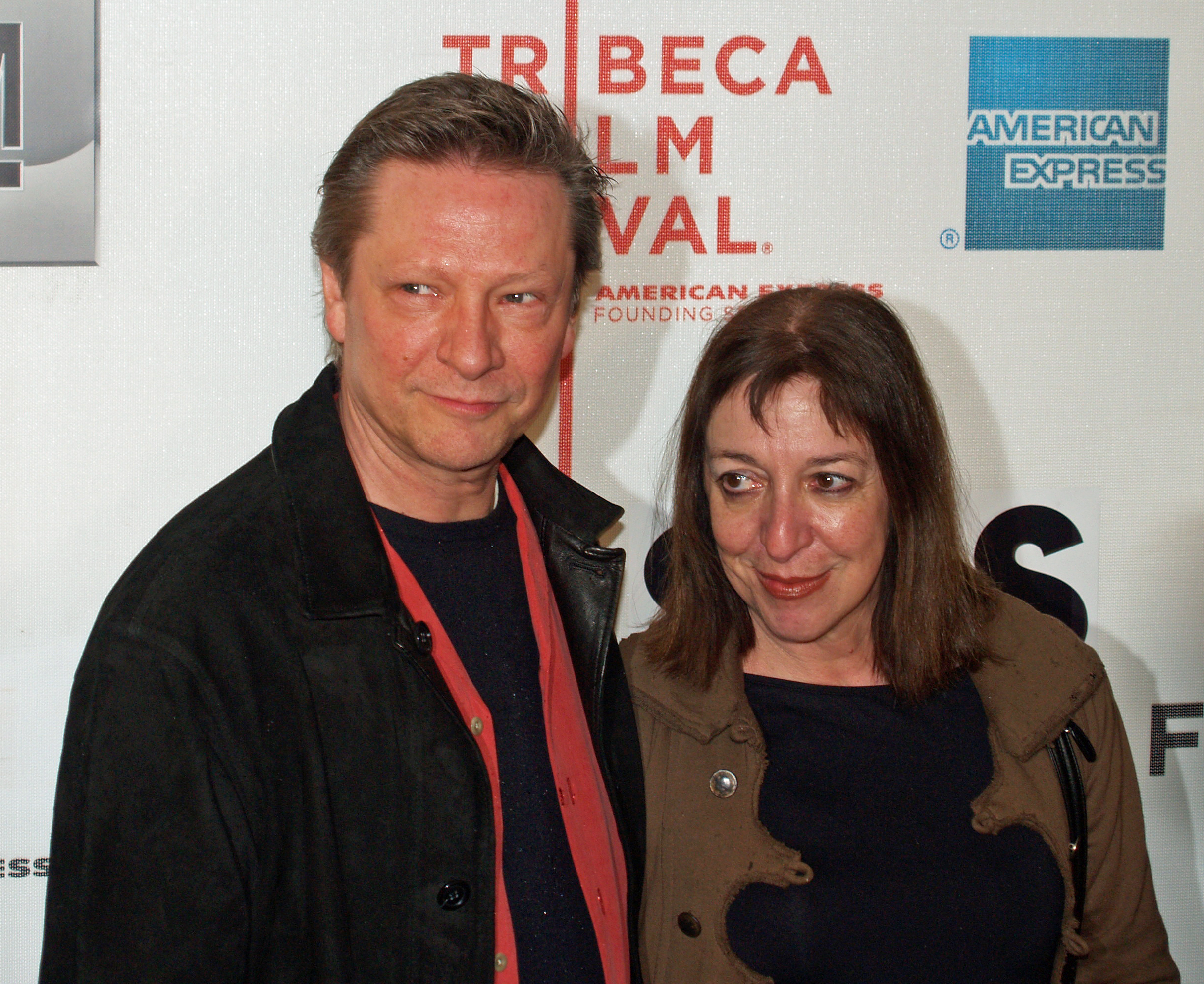
Cooper s manželkou Mriannou Leoneovou Cooperovou, duben 2007

Christopher William „Chris“ Cooper (* 9. července 1951 Kansas City, Missouri) je americký herec, který se stal známý na konci 90. let 20. století ztvárněním několika vedlejších postav v celovečerních hollywoodských filmech jakými byly Americká krása, Capote, Království, Syriana, Seabiscuit a Adaptace, za nějž obdržel Oscara za nejlepší mužský herecký výkon ve vedlejší roli, stejně tak i Zlatý glóbus. Hlavní roli špióna Hannsena si zahrál v Osudovém selhání, thrilleru natočeném na motivy skutečné události.

## Životopis
Narodil se v největším missourském městě Kansas City do rodiny hospodyně Mary Annové a Charlese Coopera, lékaře sloužícího u Letectva Spojených států amerických a vlastníka ranče. Má staršího bratra Chucka. Rodina žila v texaském Houstonu a Kansas City, kde od mala hrál ochotnické divadlo v herecké společnosti Barn Players, založené v roce 1955. Po ukončení střední školy Stephens College pokračoval na Missourské univerzitě dvěma obory zemědělstvím a dramatickým uměním. Po absolutoriu odjel do New Yorku, kde zahájil hereckou kariéru.
Jeho prvním filmem se v roce 1987 stal Matewan, režírovaný Johnem Saylesem; roku 1989 následovala role v seriálu Osamělá holubice a další léto snímek Thousand Pieces of Gold.
Ve všeobecné povědomí vstoupil až roku 1999 vedlejší rolí v pětioscarovém dramatu Americká krása. Další rok se objevil ve snímcích Patriot po boku Mela Gibsona a Já, mé druhé já a Irena vedle Jima Carreyho. Zahrál si v úspěšné trilogii o agentu Bourneovi a road movie Interstate 60. Nejvýraznější rolí je dosud postava Johna Laroche v komedii z roku 2002 Adaptace s Nicolasem Cagem a Meryl Streepovou v hlavních rolích, za níž získal řadu nominací a ocenění, včetně Oscara a Zlatého glóbu. V roce 2007 se objevil v roli agenta FBI Roberta Hanssena, pravděpodobně největšího amerického špióna pracujícího pro Sovětský svaz a Rusko. Thriller zachycující poslední fázi před jeho dopadením nese název Osudové selhání.

### Soukromý život
S manželkou Mariannou Leoneovou Cooperovou se oženil v roce 1983. Žijí společně v massachusettském Kingstonu. Roku 1987 se jim narodil syn Jesse Lanier Cooper. V dětství jej postihlo krvácení do mozku a následně byla diagnostikována dětská mozková obrna. Dne 3. ledna 2005 na komplikace onemocnění zemřel. Na jeho počest vznikla Nadace Jesseho Coopera.

## Filmografie
| Rok  | Film                                    | Role                        | Poznámka |
| ---- | --------------------------------------- | --------------------------- | --- |
| 1987 | Matewan                                 | Joe Kenehan                 | |
| 1987 | The Equalizer                           | Michael                     | seriál, díl The Rehearsal |
| 1988 | Journey Into Genius                     | Louis Halladay              | seriál |
| 1988 | Miami Vice                              | Jimmy Yagovitch             | seriál, díl Mirror Image |
| 1989 | Osamělá holubice                        | July Johnson                | seriál |
| 1990 | Lifestories                             | Mr. Hawkins                 | seriál, díl Hawkins Family |
| 1991 | Předem vinni                            | Larry Nolan                 | |
| 1991 | A Thousand Pieces of Gold               | Charlie                     | |
| 1991 | Advokát chudých                         | Eugene Debs                 | seriál |
| 1991 | To the Moon, Alice                      | Frank Wiliker               | seriál |
| 1991 | Město naděje                            | Riggs                       | |
| 1992 | Bed of Lies                             | Price Daniel                | seriál |
| 1992 | Ned Blessing: The True Story of My Life | Anthony Blessing            | seriál |
| 1993 | Dospívání po americku                   | Roy                         | |
| 1993 | Return to Lonesome Dove                 | July Johnson                | seriál |
| 1994 | One More Mountain                       | James Reed                  | seriál |
| 1995 | Pharaoh's Army                          | kapitán John Hull Abston    | |
| 1995 | Vlak plný peněz                         | Torch                       | |
| 1996 | Právo a pořádek                         | Roy Payne                   | seriál, 1. díl |
| 1996 | Ochránce                                | John Baker                  | |
| 1996 | Osamělá hvězda                          | Sam                         | Nominace — Chlotrudisova cena pro nejlepšího herce |
| 1996 | Čas zabíjet                             | Deputy Dwayne Powell Looney | |
| 1997 | Kozy, kozy, kozičky                     | Dr. William Larson          | |
| 1998 | Velké naděje                            | Joe                         | |
| 1998 | Zaříkávač koní                          | Frank Booker                | |
| 1999 | The 24 Hour Woman                       | Ron Hacksby                 | |
| 1999 | Říjnové nebe                            | John Hickam                 | |
| 1999 | Americká krása                          | Plukovník Frank Fitts       | |
| 2000 | Já, mé druhé já a Irena                 | poručík Gerke               | |
| 2000 | Patriot                                 | plukovník Harry Burwell     | |
| 2002 | Interstate 60                           | Bob Cody                    | |
| 2002 | Agent bez minulosti                     | Alexander Conklin           | |
| 2002 | Adaptace                                | John Laroche                | Oscar za nejlepší mužský herecký výkon ve vedlejší roli Cena asociace filmových kritiků Cena dallaských filmových kritiků Cena floridských filmových kritiků Zlatý glóbus pro nejlepší herecký výkon ve vedlejší roli Cena kansaských filmových kritiků National Board of Review Award Cena phoenixských filmových kritiků Cena filmových kritiků jihovýchodního regionu Cena torontských filmových kritiků Cena vancouverských filmových kritiků Nominace — Screen Actors Guild Award Nominace — BAFTA pro nejlepšího herce ve vedlejší roli Nominace — Chlotrudiova cena Nominace — Satellite Award |
| 2003 | Můj dům v Umbrii                        | Thomas Riversmith           | Nominace — Cena Emmy |
| 2003 | Seabiscuit                              | Tom Smith                   | |
| 2004 | Silver City                             | Richard "Dicky" Pilager     | |
| 2004 | Bournův svět                            | Alexander Conklin           | |
| 2005 | Capote                                  | Alvin Dewey                 | Nominace — Satellite Award Nominace — Screen Actors Guild Award |
| 2005 | Mariňák                                 | Lt. Col. Kazinski           | |
| 2005 | Syriana                                 | Jimmy Pope                  | |
| 2007 | Osudové selhání                         | Robert Hanssen              | |
| 2007 | Království                              | Grant Sykes                 | |
| 2007 | Manželká klec                           | Harry Allen                 | |
| 2007 | Bourneovo ultimátum                     | Alexander Conklin           | |
| 2008 | American Experience                     | Walt Whitman                | dokumentární |
| 2009 | New Yorku, miluji Tě!                   | Alex Simmons                | |
| 2009 | Max a maxipříšerky                      | Douglas (hlas)              | |
| 2010 | The Tempest                             | Antonio                     | |
| 2010 | Manažeři                                | Phil Woodward               | |
| 2010 | Nezapomeň na mě                         | Neil Craig                  | |
| 2010 | Město                                   | Dougův otec                 | |
| 2014 | Amazing Spider-Man 2                    | Norman Osborn/Green Goblin  | |
| 2015 | Demolice                                | Phil Eastwood               | |
| 2016 | Pod rouškou noci                        | Irving Figgs                | |
| 2017 | Auta 3                                  | Čmoudík (hlas)              | |
| 2019 | Výjimeční přátelé                       | Jerry Vogel                 | |
| 2019 | Malé ženy                               | pan Laurence                | |
| 2020 | Neodolatelný                            | plukovník Jack Hastings     | |
| 2023 | Bostonský škrtič                        | Jack MacLaine               | |